# Oțetoaia
Oțetoaia – wieś w Rumunii, w okręgu Vaslui, w gminie Lunca Banului. W 2011 roku liczyła 776 mieszkańców.